# 平岡清
平岡 清（ひらおか きよし、1890年（明治23年）4月13日 - 1962年（昭和37年）4月23日）は、大日本帝国陸軍軍人。最終階級は陸軍中将。

## 経歴
1890年（明治23年）に熊本県で生まれた。陸軍士官学校第23期卒業。1937年（昭和12年）3月に輜重兵第18連隊長に就任し、1939年（昭和13年）3月に陸軍輜重兵大佐に進級した。
1941年（昭和16年）10月15日に陸軍少将進級と同時に第11野戦輸送司令官（支那派遣軍・第11軍）に就任し、日中戦争に出動した。1945年（昭和20年）4月17日に第8野戦輸送司令官（第1総軍・第12方面軍）に転じて内地に帰還し、4月30日に陸軍中将に進級。埼玉県川越で本土決戦に備える中で終戦を迎えた。
1947年（昭和22年）11月28日、公職追放仮指定を受けた。